# Marcos Paulo Costa do Nascimento
Marcos Paulo Costa do Nascimento, mais conhecido como Marcos Paulo (São Gonçalo, 1 de fevereiro de 2001), é um futebolista brasileiro naturalizado português que atua como ponta-esquerda. Atualmente joga no Operário-PR, emprestado pelo Boavista.

## Carreira

### Antecedentes
Nascido em São Gonçalo, Rio de Janeiro, Marcos Paulo iniciou sua carreira nas escolinha de futebol do seu pai e do seu tio entre cinco a seis anos de idade. Em 2008, Marcos Paulo foi para as categorias de base do Profute, da cidade de Tanguá, onde se destacou.
Em 2011, Marcos Paulo ficou por um breve período nas categorias de base do Vasco da Gama por uns três meses. Após um amistoso na cidade de Rio Bonito, foi observado por olheiros do rival Fluminense, fez testes e ingressou nas categorias de base do clube no mesmo ano, aos dez anos de idade.

### Fluminense

#### Categorias de base
Nas categorias de base do Fluminense, Marcos Paulo foi um dos principais destaques, marcando 14 gols em 17 jogos na equipe sub-20 no ano de 2018. Com as boas atuações, chegou a ser convocado para a Seleção Brasileira Sub-15 e Sub-17 e para a Seleção Portuguesa Sub-19.

#### 2019
Foi promovido pelo técnico Fernando Diniz aos profissionais, em 2019, sendo um dos diversos jovens que tiveram destaque na temporada pela equipe. Fez sua estreia profissional no dia 30 de janeiro, entrando como substituto em uma vitória em casa por 4–0 sobre o Madureira, pelo Campeonato Carioca. Sua estreia em uma competição continental aconteceu no dia 26 de fevereiro, entrando como substituto em um empate em casa por 0–0 com o clube chileno Antofagasta, pela Copa Sul-Americana. Seus dois primeiros gols como profissional aconteceram no dia 30 de julho, em uma vitória em casa por 3–1 sobre o Peñarol.
No final da temporada, com boas atuações no Fluminense, Marcos Paulo passou a ser titular da equipe, principalmente na reta final do Campeonato Brasileiro de 2019, terminando a temporada com 35 jogos e apenas seis gols marcados.

#### 2020
Seu primeiro jogo na temporada de 2020 aconteceu no dia 4 de fevereiro, entrando como substituto em um empate em casa por 1–1 com o time chileno Unión La Calera, pela Copa Sul-Americana, onde também deu uma assistência para o único gol do Fluminense na partida. Seu primeiro gol marcado na temporada aconteceu no dia 26 de fevereiro, em uma vitória fora de casa por 4–2 sobre o Moto Club, pela Copa do Brasil.
Na temporada, Marcos Paulo fez 42 jogos e marcou oito gols. Ele participou de diversas funções no ataque no ano de 2020 pelo Fluminense, principalmente como ponta ou como segundo atacante, chegando a receber elogios pela imprensa pelas suas boas atuações na temporada. No dia 27 de janeiro de 2021, após decidir não renovar seu contrato com o Fluminense, Marcos Paulo assinou um pré-contrato com o clube espanhol Atlético de Madrid, passando a ser válido a partir do início da temporada 2021–22.

### Atlético de Madrid
No dia 5 de julho de 2021, o Atlético de Madrid anunciou a contratação de Marcos Paulo, por um contrato de cinco temporadas.

### Famalicão
No dia 24 de agosto de 2021, Marcos Paulo foi anunciado pelo Famalicão, por um contrato de empréstimo até o final da temporada.

### Mirandés
Em 1 de setembro de 2022, foi anunciada a contratação de Marcos Paulo pelo Mirandés, da Segunda Divisão Espanhola, por um contrato de empréstimo de um ano.

### São Paulo
No dia 28 de dezembro de 2022, o São Paulo anunciou a contratação de Marcos Paulo, por um contrato de empréstimo até o fim da temporada.

#### 2023
Fez sua estreia no dia 15 de janeiro de 2023, entrando como substituto em um empate em casa por 0–0 com o Ituano, pelo Campeonato Paulista. Seu primeiro gol pelo clube aconteceu no dia 18 de abril, em uma vitória em casa por 2–0 sobre o clube venezuelano Academia Puerto Cabello, pela Copa Sul-Americana.
Teve boas sequências no Brasileirão, marcando contra América e Coritiba, e depois sendo importante contra o Sport na classificação pela Copa do Brasil, com gol e assistência na partida de ida, mas acabou sendo afastado e depois perdendo a temporada por uma lesão.

### RWD Molenbeek
No dia 29 de agosto de 2024, o Atlético de Madrid, em comunicado oficial, anunciou o empréstimo de Marcos Paulo para o RWD Molenbeek, time que joga a Challenger Pro League. O acordo é por um ano, e prevê opção de compra.[carece de fontes?]
O RWD Molenbeek faz parte da Eagle Footbal, rede multiclubes de John Textor, que conta ainda com o FC Florida, Botafogo, Lyon e Crystal Palace.

### Boavista
No dia 23 de janeiro de 2025, o Boavista acertou a contratação de Marcos Paulo. Ele rescindiu com o Atlético de Madrid e assinou por três anos com o Verdão de Saquarema.

## Seleção Nacional

### Seleção Brasileira
Enquanto era um dos principais destaques das categorias de base do Fluminense, Marcos Paulo chegou a ser convocado para a Seleção Brasileira Sub-15 e Sub-17.

### Seleção Portuguesa
Marcos Paulo é elegível para representar Portugal através do seu avô materno, natural de Vila Cova, Vila Real. Ele fez sua estreia internacional pela Seleção Portuguesa sub-18 em 17 de abril de 2019, como substituto de Tiago Araújo aos 52 minutos, no empate em casa por 1–1 com a França. Nos dias seguintes, marcou em vitórias sobre o México (dois em uma vitória por 3–1) e a Dinamarca na vitória da sua equipe no Torneio Internacional do Porto.
A primeira participação de Marcos Paulo na Seleção Sub-19 foi no Torneio Internacional de Toulon de 2019. Ele jogou os dois primeiros jogos de uma eliminação na fase de grupos e marcou na vitória por 3–2 sobre a Inglaterra em Salon-de-Provence.

## Estatísticas
Atualizado até 20 de outubro de 2024.

### Clubes
| Equipe            | Temporada         | Campeonato nacional | Campeonato nacional | Campeonato nacional | Copa nacional[a] | Copa nacional[a] | Copa nacional[a] | Competições continentais[b] | Competições continentais[b] | Competições continentais[b] | Outros torneios[c] | Outros torneios[c] | Outros torneios[c] | Total | Total | Total   |
| Equipe            | Temporada         | Jogos               | Gols                | Assist.             | Jogos            | Gols             | Assist.          | Jogos                       | Gols                        | Assist.                     | Jogos              | Gols               | Assist.            | Jogos | Gols  | Assist. |
| ----------------- | ----------------- | ------------------- | ------------------- | ------------------- | ---------------- | ---------------- | ---------------- | --------------------------- | --------------------------- | --------------------------- | ------------------ | ------------------ | ------------------ | ----- | ----- | ------- |
| Fluminense        | 2018              | 0                   | 0                   | 0                   | —                | —                | —                | —                           | —                           | —                           | —                  | —                  | —                  | 0     | 0     | 0       |
| Fluminense        | 2019              | 24                  | 4                   | 4                   | 2                | 0                | 0                | 6                           | 2                           | 1                           | 3                  | 0                  | 0                  | 35    | 6     | 5       |
| Fluminense        | 2020              | 24                  | 3                   | 3                   | 5                | 2                | 0                | 2                           | 0                           | 1                           | 11                 | 3                  | 2                  | 42    | 8     | 6       |
| Fluminense        | Total             | 48                  | 7                   | 7                   | 7                | 2                | 0                | 8                           | 2                           | 2                           | 14                 | 3                  | 2                  | 77    | 14    | 11      |
| Famalicão         | 2021–22           | 15                  | 0                   | 0                   | 3                | 0                | 0                | —                           | —                           | —                           | 2                  | 0                  | 0                  | 20    | 0     | 0       |
| Famalicão         | Total             | 15                  | 0                   | 0                   | 3                | 0                | 0                | 0                           | 0                           | 0                           | 2                  | 0                  | 0                  | 20    | 0     | 0       |
| Mirandés          | 2022–23           | 13                  | 1                   | 2                   | 2                | 1                | 0                | —                           | —                           | —                           | —                  | —                  | —                  | 15    | 2     | 2       |
| Mirandés          | Total             | 13                  | 1                   | 2                   | 2                | 1                | 0                | 0                           | 0                           | 0                           | 0                  | 0                  | 0                  | 15    | 2     | 2       |
| São Paulo         | 2023              | 15                  | 2                   | 1                   | 3                | 1                | 1                | 6                           | 1                           | 0                           | 5                  | 0                  | 0                  | 29    | 4     | 2       |
| São Paulo         | Total             | 15                  | 2                   | 1                   | 3                | 1                | 1                | 6                           | 1                           | 0                           | 5                  | 0                  | 0                  | 29    | 4     | 2       |
| RWD Molenbeek     | 2024–25           | 2                   | 0                   | 0                   | 0                | 0                | 0                | —                           | —                           | —                           | —                  | —                  | —                  | 2     | 0     | 0       |
| RWD Molenbeek     | Total             | 2                   | 0                   | 0                   | 0                | 0                | 0                | 0                           | 0                           | 0                           | 0                  | 0                  | 0                  | 2     | 0     | 0       |
| Total na carreira | Total na carreira | 93                  | 10                  | 10                  | 15               | 4                | 1                | 14                          | 3                           | 2                           | 21                 | 3                  | 2                  | 143   | 20    | 15      |

- a. ^ Jogos da Copa do Brasil, da Taça de Portugal, da Copa do Rei e da Copa da Bélgica
- b. ^ Jogos da Copa Sul-Americana
- c. ^ Jogos do Campeonato Carioca, da Taça da Liga e do Campeonato Paulista

## Títulos
Fluminense
- Taça Rio: 2020

São Paulo
- Copa do Brasil: 2023[58]